# شهرستان‌های پرسکات و راسل
شهرستان‌های پرسکات و راسل (به انگلیسی: United Counties of Prescott and Russell) یک شهرستان در کانادا است که در انتاریو واقع شده‌است.

## خصوصیات
شهرستان‌های پرسکات و راسل ۸۵٬۳۸۱ نفر جمعیت دارد.